# Courcoué
Courcoué est une commune française du département d'Indre-et-Loire, dans la région Centre-Val de Loire. 

## Géographie

### Localisation
|            | La Tour-Saint-Gelin | Chezelles           |
| Chaveignes | Courcoué            | Verneuil-le-Château |
|            | Braslou             | Luzé                |

La commune de Courcoué est située au sud-ouest du département d'Indre-et-Loire dans la région Centre-Val de Loire. Elle fait partie du canton de Richelieu, arrondissement de Chinon, et a une superficie de  1 566 hectares. Courcoué est installée dans une vallée sèche et enclavée par deux coteaux.
Elle est bordée au nord par la commune de La Tour-Saint-Gelin et au sud par celle de Braslou à l'est par Verneuil-le-Château et Luzé et à l'ouest par Chaveignes.
C'est un village situé au fond d'une vallée sèche entourée de plateaux crayeux : le lieu-dit  la Combe en est l'illustration et offre un panorama sur le Richelais.
Courcoué fait partie du parc naturel régional Loire-Anjou-Touraine.
La mairie se situe à 94 mètres d'altitude.
Voir aussi la référence du lien externe de la vue aérienne de Courcoué.
Les grandes villes à proximité de Courcoué sont : 
- Châtellerault (34 402 hab.), dans la Vienne, située au sud-est de la commune à 32 km ;
- Tours (137 046 hab.), Indre-et-Loire, sa préfecture, au nord à 55 km ;
- Poitiers (91 395 hab.), préfecture de la Vienne, au sud à 66 km.

Situation détaillée des villes et villages aux alentours :
| La Tour-Saint-Gelin | 1,8 km | Chaveignes                 | 2,6 km | Braslou             | 3,8 km |
| Luzé                | 4 km   | Chezelles                  | 4,7 km | Verneuil-le-Château | 5,1 km |
| Braye-sous-Faye     | 5,4 km | Richelieu (Indre-et-Loire) | 5,5 km | Champigny-sur-Veude | 6,2 km |
| Razines             | 6,6 km | Lémeré                     | 6,6 km | Brizay              | 7,7 km |
| Rilly-sur-Vienne    | 8 km   | Theneuil                   | 8 km   | Assay               | 8,4 km |
| Faye-la-Vineuse     | 9,4 km | Pouant                     | 9,4 km | Marigny-Marmande    | 9,6 km |
| Jaulnay             | 9,8 km | L'Île-Bouchard             | 9,9 km |                     |        |

### Hydrographie

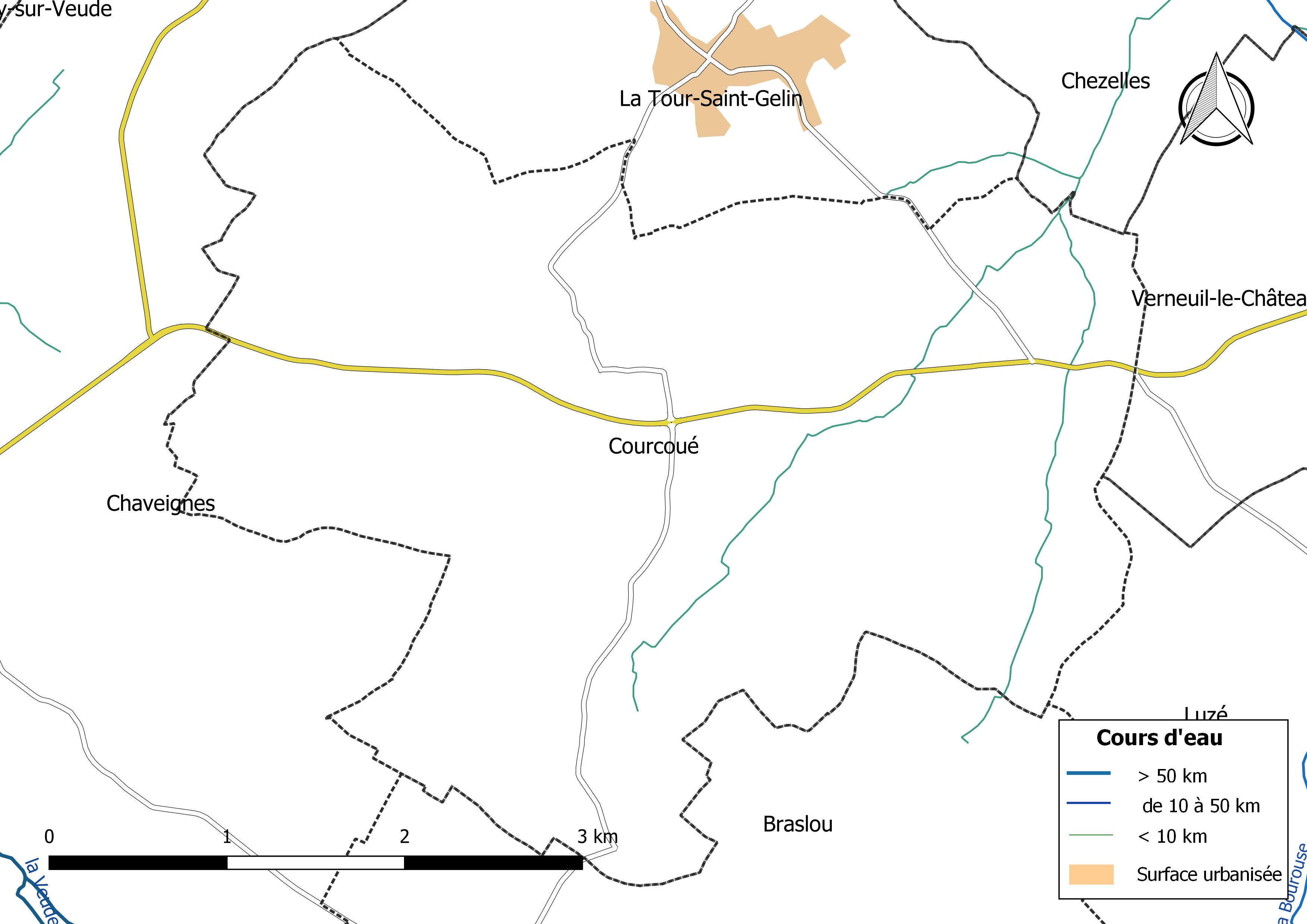
Réseau hydrographique de Courcoué.

Le réseau hydrographique communal, d'une longueur totale de 7,26 km, comprend deux petits cours d'eau,.
Trois zones humides ont été répertoriées sur la commune par la direction départementale des territoires (DDT) et le Conseil départemental d'Indre-et-Loire : « La Fontaine des Souches », « la vallée du Ruisseau de la Rivière Marteau à la Chapelle » et « la vallée du Ruisseau de la Rivière Marteau de la Rivière Marteau à Chézelles »,.

### Climat
Pour des articles plus généraux, voir Climat du Centre-Val de Loire et Climat d'Indre-et-Loire.
En 2010, le climat de la commune est de type climat océanique altéré, selon une étude du Centre national de la recherche scientifique s'appuyant sur une série de données couvrant la période 1971-2000. En 2020, Météo-France publie une typologie des climats de la France métropolitaine dans laquelle la commune est toujours exposée à un climat océanique altéré et est dans la région climatique Moyenne vallée de la Loire, caractérisée par une bonne insolation (1 850 h/an) et un été peu pluvieux.
Pour la période 1971-2000, la température annuelle moyenne est de 11,3 °C, avec une amplitude thermique annuelle de 14,9 °C. Le cumul annuel moyen de précipitations est de 698 mm, avec 10,7 jours de précipitations en janvier et 6,6 jours en juillet. Pour la période 1991-2020, la température moyenne annuelle observée sur la station météorologique installée sur la commune est de 12,5 °C et le cumul annuel moyen de précipitations est de 688,4 mm,. Pour l'avenir, les paramètres climatiques de la commune estimés pour 2050 selon différents scénarios d'émission de gaz à effet de serre sont consultables sur un site dédié publié par Météo-France en novembre 2022.
| Mois                                  | jan.             | fév.           | mars           | avril         | mai           | juin           | jui.          | août           | sep.           | oct.            | nov.            | déc.             | année      |
| ------------------------------------- | ---------------- | -------------- | -------------- | ------------- | ------------- | -------------- | ------------- | -------------- | -------------- | --------------- | --------------- | ---------------- | ---------- |
| Température minimale moyenne (°C)     | 2,5              | 2,2            | 4,1            | 5,9           | 9,4           | 12,5           | 14,1          | 14,1           | 11,3           | 9,2             | 5,4             | 2,9              | 7,8        |
| Température moyenne (°C)              | 5,3              | 5,9            | 8,8            | 11,3          | 15            | 18,4           | 20,4          | 20,4           | 17             | 13,3            | 8,6             | 5,7              | 12,5       |
| Température maximale moyenne (°C)     | 8,1              | 9,5            | 13,5           | 16,7          | 20,5          | 24,4           | 26,8          | 26,7           | 22,7           | 17,5            | 11,9            | 8,5              | 17,2       |
| Record de froid (°C) date du record   | −16,6 17.01.1985 | −14,5 12.02.12 | −11,5 01.03.05 | −4 12.04.1978 | −1 03.05.1979 | 2,8 02.06.1975 | 6 04.07.1974  | 4,5 28.08.1974 | 1,4 19.09.1977 | −3,6 30.10.1997 | −8,1 21.11.1993 | −14,5 30.12.1985 | −16,6 1985 |
| Record de chaleur (°C) date du record | 17 15.01.1975    | 24,1 27.02.19  | 25,2 30.03.17  | 32,6 30.04.05 | 34,6 27.05.05 | 41,2 29.06.19  | 41,8 23.07.19 | 41,5 10.08.03  | 36,2 14.09.20  | 29 01.10.1985   | 22,3 08.11.15   | 18,5 07.12.00    | 41,8 2019  |
| Précipitations (mm)                   | 61               | 48             | 48,6           | 52,7          | 62,5          | 53,4           | 46,7          | 51,6           | 52,9           | 69,2            | 71,9            | 69,9             | 688,4      |

## Urbanisme

### Typologie
Au 1er janvier 2024, Courcoué est catégorisée commune rurale à habitat très dispersé, selon la nouvelle grille communale de densité à sept niveaux définie par l'Insee en 2022.
Elle est située hors unité urbaine et hors attraction des villes,.

### Occupation des sols
L'occupation des sols de la commune, telle qu'elle ressort de la base de données européenne d’occupation biophysique des sols Corine Land Cover (CLC), est marquée par l'importance des territoires agricoles (92 % en 2018), une proportion identique à celle de 1990 (92 %). La répartition détaillée en 2018 est la suivante : 
terres arables (53,8 %), zones agricoles hétérogènes (34,2 %), forêts (8 %), prairies (3,3 %), cultures permanentes (0,7 %). L'évolution de l’occupation des sols de la commune et de ses infrastructures peut être observée sur les différentes représentations cartographiques du territoire : la carte de Cassini (XVIIIe siècle), la carte d'état-major (1820-1866) et les cartes ou photos aériennes de l'IGN pour la période actuelle (1950 à aujourd'hui).

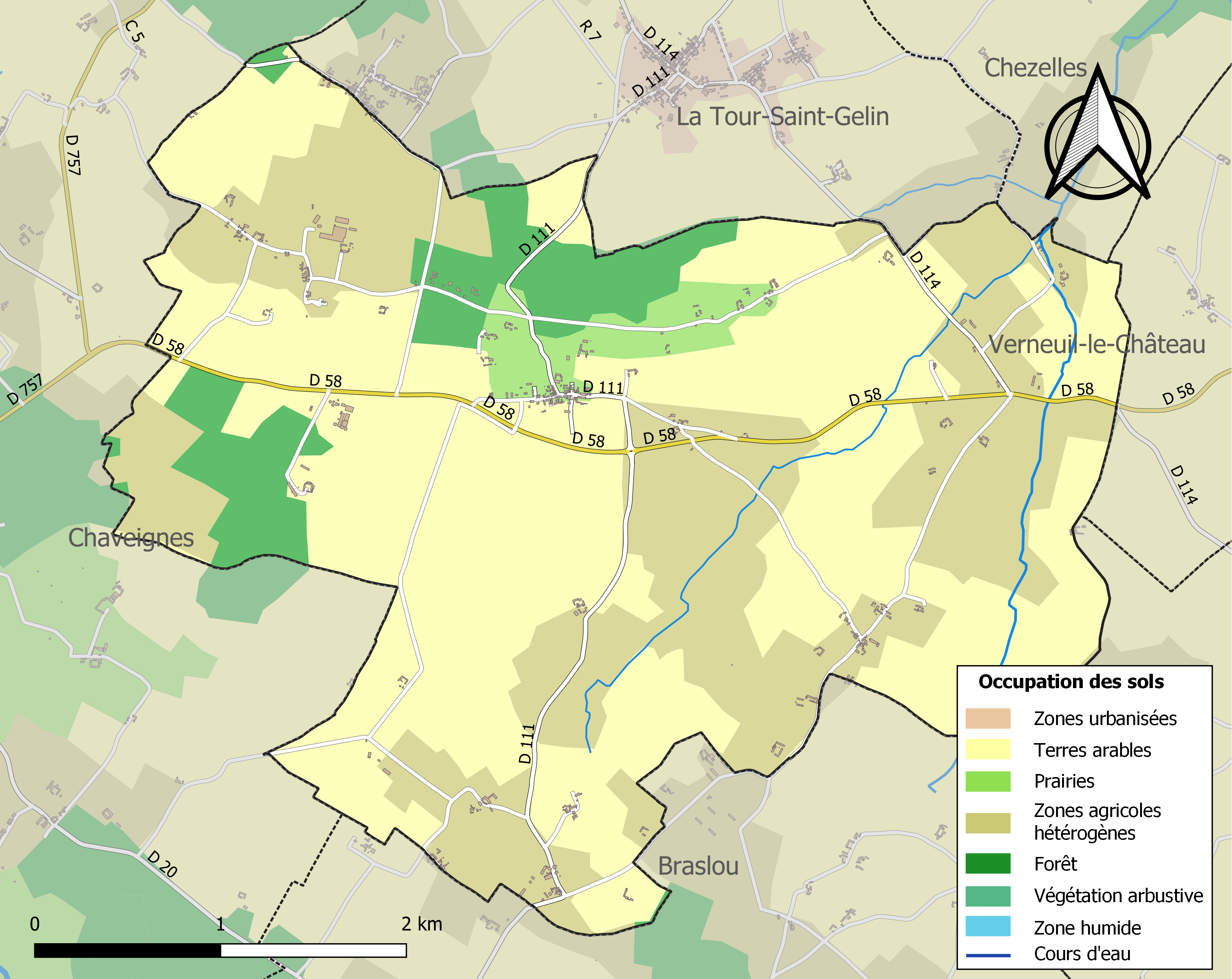
Carte des infrastructures et de l'occupation des sols de la commune en 2018 (CLC).

### Risques majeurs
Le territoire de la commune de Courcoué est vulnérable à différents aléas naturels : météorologiques (tempête, orage, neige, grand froid, canicule ou sécheresse) et séisme (sismicité modérée). Un site publié par le BRGM permet d'évaluer simplement et rapidement les risques d'un bien localisé soit par son adresse soit par le numéro de sa parcelle.

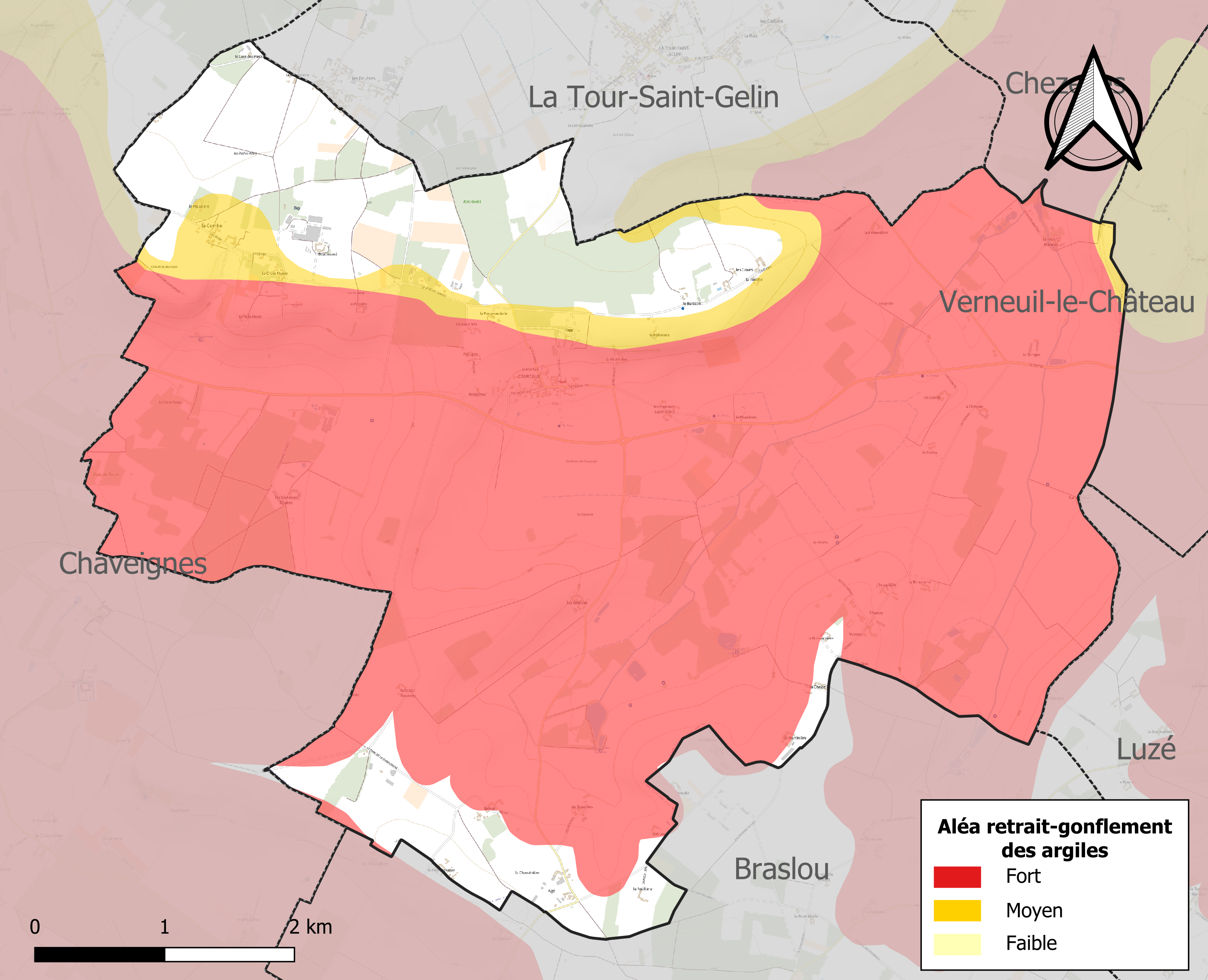
Carte des zones d'aléa retrait-gonflement des sols argileux de Courcoué.

Le retrait-gonflement des sols argileux est susceptible d'engendrer des dommages importants aux bâtiments en cas d’alternance de périodes de sécheresse et de pluie. 81,2 % de la superficie communale est en aléa moyen ou fort (90,2 % au niveau départemental et 48,5 % au niveau national). Sur les 156 bâtiments dénombrés sur la commune en 2019, 121 sont en aléa moyen ou fort, soit 78 %, à comparer aux 91 % au niveau départemental et 54 % au niveau national. Une cartographie de l'exposition du territoire national au retrait gonflement des sols argileux est disponible sur le site du BRGM,.
Concernant les mouvements de terrains, la commune a été reconnue en état de catastrophe naturelle au titre des dommages causés par des mouvements de terrain en 1999.

## Toponymie
Le nom de la localité est attesté sous les formes Curcue vers 1094 ou / et 1106 (Cartulaire de Saint-Michel de Noyers, dans l'abbaye Notre-Dame de Noyers), Corcoe en 1131 (charte de l'Abbaye de Bois-Aubry), Corcoué en Poitou au XVIIe siècle.
Il s'agit d'une formation toponymique en -(i)acum, suffixe de localisation puis de propriété d'origine gauloise. Il a souvent évolué sous la forme d'une terminaison toponymique -é dans cette partie de la France (ailleurs -y, -ay, -ey, -(i)ac, etc.).
Comme c'est souvent le cas, il peut être précédé d'un anthroponyme, peut-être Corcuius nom de personne latin selon Albert Dauzat, qui se superpose au nom de personne gaulois Corcus.
Homonymie avec Corcoué-sur-Logne, commune de Loire-Atlantique.

## Histoire

### Paléolithique moyen
De tout temps le site de notre région a laissé des traces d'occupation humaine, preuve en est les quantités inusitées d'outillages moustériens, dans la période du paléolithique moyen, entre 80 000 et 37 000 ans av. J.-C. Lors des recherches topographiques, effectuées en 1945, 46 et 47, pour la révision du cadastre, il a été trouvé sur les sols de Preugny, au lieu-dit la Pièce de Preugny un fragment de 85 mm de la pointe d'un coup de poing en silex jaune et au Puits-Morin un racloir épais en silex sur les rebords du coteau septentrional, plus exactement sur le haut du versant, dans les sols calcaires.

### Néolithique
Les premières installations humaines sur le territoire de Courcoué semblent dater du Néolithique (environ 5 000 ans av. J.-C.), en raison probablement de ses terres cultivables faciles à travailler.
- Il a été trouvé lors de la révision du cadastre à la Rivière-Marteau et la Bonde, entre ces deux fermes, une dizaine de grattoirs variés, dont un caréné et trois sur bouts de lames assez soignés, un tranchet, une pointe de petite sagaie arquée, deux talons de haches polies en silex et environ 200 éclats de silex et de jaspe attestant une occupation sur ce site.
- Quelques trouvailles ont aussi été faites au Bois-des-Dames : des éclats, des fragments de lames, un perçoir soigneusement retouché, des fragments de scie à encoches ainsi qu'un dizaine de grands couteaux en silex originaires des ateliers du Grand Pressigny.
- Dans les Fonds de Courcoué ont été découverts : un grattoir en jaspe[24] et en bordure du chemin rural no 32, dit de Bellevat-aux-Bouchets[25], et un éclat de hache polie en silex[26].
- Au Carroi de La Commission une fouille a laissé apparaître un tranchant de hache polie en silex et une petite hache à bords équarris.
- À La Mabilière : deux beaux grattoirs dont on remarque des encoches symétriques de la base pour subvenir à l'attache d'un emmanchement.
- Entre La Mabilière et Les Bruères : deux haches polies, une en diorite et l'autre en roche verdâtre.
- À Beaumené : un grattoir et une hache polie.
- Les Bouchets : une pointe de sagaie arquée.
- Les Bois-Godets : un grattoir et une lame à arêtes écrasée[27].

### L'âge du fer celtique
De l'époque de l'âge du fer, il nous reste peu de témoignage hormis dans la région du tumulus des Bois-Semés à Braslou, observé en 1930 qui après des fouilles comprenait quatre squelettes et des fragments d'objets de fer en très mauvais état.
C'est environ 500 ans av. J.-C. que les Turons délimiteront leur région en s'installant sur les voies navigables (Loire, Cher, Indre et une partie de la Vienne) en laissant aux Pictons les bas plateaux du Richelais et du Loudunais actuels. À l'époque de la romanisation de la région, aucun niveau d'habitat gallo-romain n'a été signalé.

### Haut Moyen Âge
On a découvert à Courcoué des tombes mérovingiennes. Les Francs auraient créé de nouveaux lieux d'implantation jusqu'alors délaissés, tels Benais, Courcoué, Nouans et Vernou.

## Politique et administration

### Communauté de communes du pays de Richelieu
Courcoué fait partie de la communauté de communes du pays de Richelieu situé dans le pays du Chinonais et qui regroupe également les communes : d'Assay, de Braslou, de Braye-sous-Faye, de Champigny-sur-Veude, de Chaveignes, de Courcoué, de Faye-la-Vineuse, de Jaulnay, de La Tour-Saint-Gelin, de Lémeré, de Ligré, de Luzé, de  Marigny-Marmande, de Razines, de Richelieu (Indre-et-Loire), et de Verneuil-le-Château.

## Population et société

### Démographie
L'évolution du nombre d'habitants est connue à travers les recensements de la population effectués dans la commune depuis 1793. Pour les communes de moins de 10 000 habitants, une enquête de recensement portant sur toute la population est réalisée tous les cinq ans, les populations de référence des années intermédiaires étant quant à elles estimées par interpolation ou extrapolation. Pour la commune, le premier recensement exhaustif entrant dans le cadre du nouveau dispositif a été réalisé en 2008.

En 2022, la commune comptait 237 habitants, en évolution de −9,54 % par rapport à 2016 (Indre-et-Loire : +1,67 %, France hors Mayotte : +2,11 %).
| 1793 | 1800 | 1806 | 1821 | 1831 | 1836 | 1841 | 1846 | 1851 |
| ---- | ---- | ---- | ---- | ---- | ---- | ---- | ---- | ---- |
| 388  | 413  | 454  | 380  | 406  | 440  | 428  | 402  | 388  |

| 1856 | 1861 | 1866 | 1872 | 1876 | 1881 | 1886 | 1891 | 1896 |
| ---- | ---- | ---- | ---- | ---- | ---- | ---- | ---- | ---- |
| 420  | 421  | 419  | 412  | 427  | 457  | 422  | 438  | 402  |

| 1901 | 1906 | 1911 | 1921 | 1926 | 1931 | 1936 | 1946 | 1954 |
| ---- | ---- | ---- | ---- | ---- | ---- | ---- | ---- | ---- |
| 397  | 422  | 391  | 366  | 380  | 393  | 359  | 370  | 370  |

| 1962 | 1968 | 1975 | 1982 | 1990 | 1999 | 2006 | 2008 | 2013 |
| ---- | ---- | ---- | ---- | ---- | ---- | ---- | ---- | ---- |
| 370  | 364  | 280  | 284  | 259  | 239  | 248  | 251  | 263  |

| 2018 | 2022 | - | - | - | - | - | - | - |
| ---- | ---- | - | - | - | - | - | - | - |
| 249  | 237  | - | - | - | - | - | - | - |

### Vie locale
- Fête communale
  - 8 mai
  - 14 juillet.

## Économie

### Ressources et productions
- Céréales, polyculture
- Élevage
- Volaille
- Élevage de chiens et de chats
- Laiterie de la Croix-Morin
- Coopérative agricole

## Culture locale et patrimoine

### Lieux et monuments

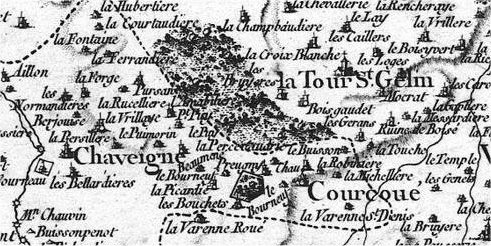
Carte de Cassini de La Combe au XVIIe siècle.

- Sur la commune se situe le Panorama de la Combe (La Combe, carte de Cassini du XVIIe siècle, cadastre de 1836 ; cadastre de 1949).
- La commune compte un château (le château de Courcoué, XIXe siècle, qui domine le village) et trois manoirs privés (le manoir et maison noble de la Mabilière, XVIe/XVIIe siècles, le manoir de la Messardière XVIe siècle, remanié, et le manoir de Preugny (Proviniacum), XVIe/XVIIe siècles).
- Une croix de chemin.
- Des vallons verdoyants.
- De nombreuses sources d'eau.
- Église Saint-Denis : le seul édifice de la commune ouvert au public est l'église paroissiale du bourg, avec massif clocher carré, qui est dédiée à saint Denis. La paroisse, avant la Révolution, appartenait au diocèse de Poitiers. Elle fut fondée au XIIe siècle et a subi plusieurs remaniements. La nef du XIIe siècle était primitivement unique. Sa charpente est recouverte d'ardoise et lambrissée à chevet plat. Celle-ci aboutit à une travée carrée située sous le clocher qui date de la même époque. Le chœur a été refait au XVIe siècle ainsi que la chapelle seigneuriale. Au XVIIe siècle fut ajouté sur la droite du chœur (chœur lambrissé du XVIe siècle à chevet plat) un petit collatéral, communiquant avec lui par trois arcades reposant sur des chapiteaux de piles octogonales. Inscriptions sur la cloche : « L'an 1807, j'ai été bénite par Mr Etienne Michau curé de Snt âgé de 81 ans et nommée Suzanne Joseph par Mr Joseph Guillot maire de Courcoué et par DE elle Suzanne Lebrun fille de Mr Pierre Lebrun adjoint ». M. Guy du Chazaud pense que Snt pourrait être mis pour « séant ». La cloche est décorée ainsi : on trouve un Christ en Croix côté nord, un calvaire sur trois marches côté sud et une marque de fondeur côté ouest. En 1860, la municipalité décide la reconstruction de la façade ainsi que son agrandissement, les plans seront de M. Pallu, architecte à Tours. C'est également à cette époque que fut créée une tribune dont l'accès se fait par une petite tourelle construite à cet effet. Les vitraux sont signés de Lucien-Léopold Lobin.

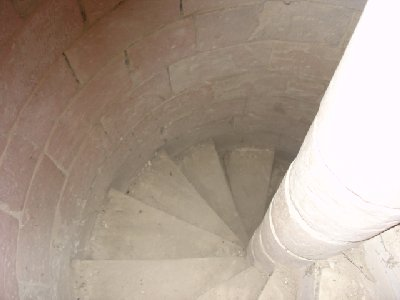
Escalier menant au clocher.
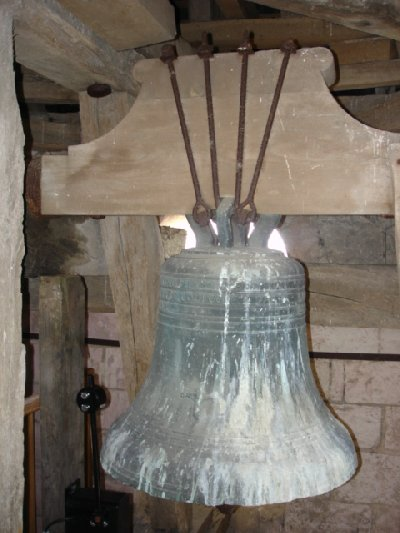
L'unique cloche.
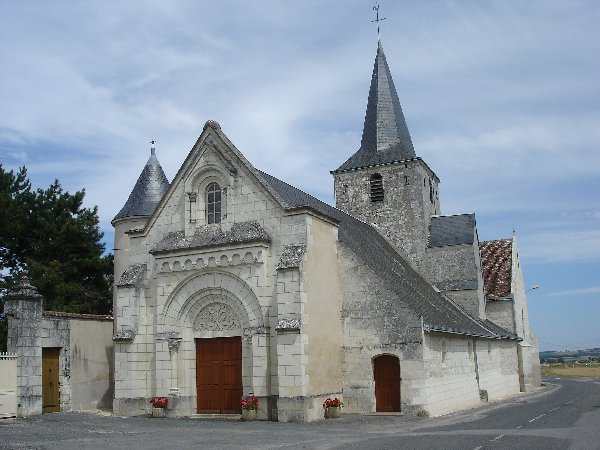
L'église.
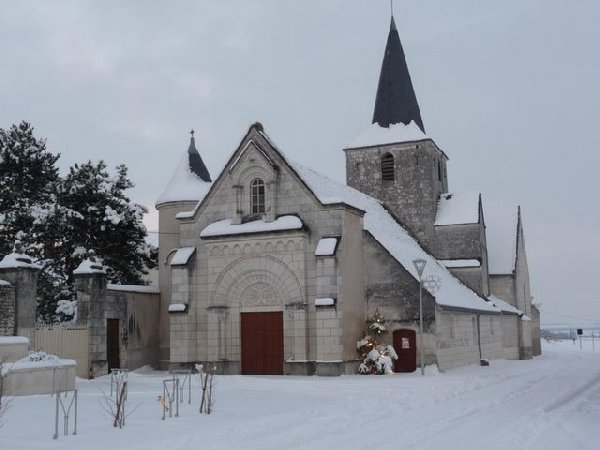
L'église sous la neige.

### Personnalités liées à la commune
- Alexis Louis Marie de Lespinay, chevalier du Pally et de l'Empire (24 août 1752 - Chantonnay ✝ 15 février 1837 - Poitiers), fut un homme politique français du XIXe siècle. Sa famille possédait au XVIIIe siècle la terre de la Chardonnière, paroisse de Vouvray, et divers fiefs dans la paroisse de Courcoué.

### Légendes de Courcoué
Les Fées
La légende voudrait que la Pierre aux Joncs ait été érigée par des fées. Ces fées se réunissaient ou dansaient au clair de lune autour des monuments anciens à Château-la-Vallière, Civray-sur-Esves, Vaujours, au bois des Dames et à minuit dans la Bruyère sur la route de Courcoué à La Tour-Saint-Gelin.
Elles avaient du goût pour l'architecture grâce à leur outil de prédilection, le marteau d'or, et pouvaient édifier des monuments en un temps record, portant les pierres sur la tête ou au bout du doigt. Les pierres venaient toutes seules à leur volonté, les esprits des bois débitaient les châtaigniers dans la forêt du Truisson sur leur ordre pour construire les «dubes» de Saint-Ours et l'oratoire (Loches). Ainsi furent également érigés le dolmen de Hys entre Grenillé et Le Liège, le dolmen de Mettray, dit la Grotte aux Fées ou la Chambre aux Fées, tout comme le menhir de Villandry au Bois Lureau (la Pierre-aux-joncs, photos).

### Herbier et flore
Les menthes forment un genre (Mentha) de plantes herbacées vivaces de la famille des Lamiacées (Labiées), sous-famille des Nepetoïdeae, tribu des Menthae, comprenant de nombreuses espèces, dont beaucoup sont cultivées comme plantes aromatiques et condimentaires, ornementales ou médicinales.
Description détaillée de cette menthe verte de la région de Courcoué à La Combe (voir l'Herbier Tourlet, site de Université François-Rabelais à Tours) :
Mentha spicata (Menthe verte) de « La Combe » :
- Famille : Labiées (Lamiaceae)
- Genre : Mentha
- Numéro Tourlet : 0946
- Nom Tourlet : Mentha viridis
- Nom actuel : Mentha spicata L. subsp spicata
- Nom commun : Menthe verte (de « La Combe », voir la photo dans le site de l'Herbier Tourlet).
- Numéro de la Flore de Corillion : 894

Dans le dictionnaire Tourlet, nous trouvons une remarque concernant cette plante : le taxon M. latifolia Tourlet (946.19) ne mérite pas d'être distingué du type près du village de la Combe, 27 septembre 1906 (Collecteur : Tourlet).

### Héraldique
Pour un article plus général, voir Armorial des communes d'Indre-et-Loire.
| Blason de Courcoué | Blason  | D'azur à un marteau d'or accosté de deux crosses adossées du même ; à la bordure cousue* de gueules chargée de dix tours d'or.                                                                             |
| Blason de Courcoué | Détails | * Ces armes emploient le terme « cousu » dans le seul but de contrevenir à la règle de contrariété des couleurs : elles sont fautives : gueules sur azur. Le statut officiel du blason reste à déterminer. |